# Juana Francisca Pons Vila
Juana Francisca Pons Vila, née le 22 avril 1964, est une femme politique espagnole membre du Parti populaire (PP).

## Biographie

### Vie privée
Elle est mariée.

### Profession
Juana Francisca Pons Vila est titulaire d'une licence en sciences politiques obtenue à l'Université autonome de Barcelone et d'une licence en histoire à l'Université des Iles Baléares. Elle est fonctionnaire de l'administration autonome des îles.

### Activités politiques
Elle est directrice insulaire de l'administration générale de l'état de Minorque de 2003 à 2004. De 2007 à 2011, elle est conseillère au Conseil insulaire de Minorque.
Le 20 novembre 2011, elle est élue sénatrice pour Minorque au Sénat et réélue en 2015 et 2016.